# Inter-Provincial Trophy 2023
Die Inter-Provincial Trophy 2023 (aus Sponsoringgründen auch Rario T20 Inter-Provincial Trophy) war die elfte Saison des nationalen Twenty20 Cricket-Wettbewerbes in Irland der vom 6. Juni bis zum 3. August 2023 ausgetragen wurde. Die Northern Knights gewann das Wettbewerb.

## Format
Jede Mannschaft spielte gegen jede andere jeweils drei Mal. Für einen Sieg gab es 4 Punkte, für ein No Result oder Unentschieden 2 Punkte. Des Weiteren gab es einen Bonuspunkt, wenn die Run Rate 1,25-mal größer ist als die des Gegners war.

## Resultate
Tabelle
| Teams               | Sp. | S | N | U | R | NR | BP | Ded | Punkte | NRR    |
| ------------------- | --- | - | - | - | - | -- | -- | --- | ------ | ------ |
| Northern Knights    | 9   | 4 | 1 | 0 | 0 | 4  | 3  | 0   | 27     | +2.046 |
| North West Warriors | 9   | 2 | 3 | 0 | 0 | 4  | 2  | 0   | 18     | −0.081 |
| Munster Reds        | 9   | 2 | 3 | 0 | 0 | 4  | 2  | 0   | 18     | −0.322 |
| North West Warriors | 9   | 2 | 3 | 0 | 0 | 4  | 1  | 0   | 17     | −1.322 |

Spiele
| 6. Juni Scorecard | Cork | Munster Reds 120 (18.5)                   | – | North West Warriors 125-4 (16) |
|                   |      | North-West Warriors gewinnt mit 6 Wickets |   |                                |

North-West Warriors gewann den Münzwurf und entschied sich als Feldmannschaft zu beginnen. Als Spieler des Spiels wurde Trent McKeegan ausgezeichnet.
| 6. Juni Scorecard | Cork | Northern Knights 236-3 (20)          | – | Leinster Lightning 163 (17.1) |
|                   |      | Northern Knights gewinnt mit 73 Runs |   |                               |

Leinster Lightning gewann den Münzwurf und entschied sich als Feldmannschaft zu beginnen. Als Spieler des Spiels wurde Neil Rock ausgezeichnet.
| 7. Juni Scorecard | Cork | North West Warriors 180-7 (20)          | – | Leinster Lightning 99 (13.4) |
|                   |      | North-West Warriors gewinnt mit 81 Runs |   |                              |

Leinster Lightning gewann den Münzwurf und entschied sich als Feldmannschaft zu beginnen. Als Spieler des Spiels wurde Shane Getkate ausgezeichnet.
| 7. Juni Scorecard | Cork | Munster Reds 106-5 (12/12)                          | – | Northern Knights 131-3 (10.4/12) |
|                   |      | Northern Knights gewinnt mit 7 Wickets (D/L method) |   |                                  |

Munster Reds gewann den Münzwurf und entschied sich als Schlagmannschaft zu beginnen. Als Spieler des Spiels wurde Ruhan Pretorius ausgezeichnet.
| 8. Juni Scorecard | Cork | North West Warriors 164-9 (20)         | – | Northern Knights 167-3 (16.1) |
|                   |      | Northern Knights gewinnt mit 7 Wickets |   |                               |

Northern Knights gewann den Münzwurf und entschied sich als Feldmannschaft zu beginnen. Als Spieler des Spiels wurde Morgan Topping ausgezeichnet.
| 8. Juni Scorecard | Cork | Leinster Lightning 157-5 (20)      | – | Munster Reds 159-5 (16.1) |
|                   |      | Munster Reds gewinnt mit 5 Wickets |   |                           |

Leinster Lightning gewann den Münzwurf und entschied sich als Schlagmannschaft zu beginnen. Als Spieler des Spiels wurde Liam McCarthy ausgezeichnet.
| 14. Juli Scorecard | Magheramason | Munster Reds 88-7 (16) | – | North West Warriors |
|                    |              | No Result              |   |                     |

North-West Warriors gewann den Münzwurf und entschied sich als Feldmannschaft zu beginnen.
| 14. Juli Scorecard | Magheramason | Leinster Lightning | – | Northern Knights |
|                    |              | Abgesagt           |   |                  |

Auf Grund von Regen wurde das Spiel abgesagt.
| 15. Juli Scorecard | Magheramason | Munster Reds | – | Northern Knights |
|                    |              | Abgesagt     |   |                  |

Auf Grund von Regen wurde das Spiel abgesagt. 
| 15. Juli Scorecard | Magheramason | Leinster Lightning | – | North West Warriors |
|                    |              | Abgesagt           |   |                     |

Auf Grund von Regen wurde das Spiel abgesagt.
| 16. Juli Scorecard | Magheramason | Leinster Lightning | – | Munster Reds |
|                    |              | Abgesagt           |   |              |

Auf Grund von Regen wurde das Spiel abgesagt. 
| 16. Juli Scorecard | Magheramason | Northern Knights | – | North West Warriors |
|                    |              | Abgesagt         |   |                     |

Auf Grund von Regen wurde das Spiel abgesagt. 
| 1. August Scorecard | Dublin | Munster Reds 167-6 (20)                  | – | Leinster Lightning 171-4 (15.1) |
|                     |        | Leinster Lightning gewinnt mit 6 Wickets |   |                                 |

Leinster Lightning gewann den Münzwurf und entschied sich als Feldmannschaft zu beginnen. Als Spieler des Spiels wurde Riley Mudford ausgezeichnet.
| 1. August Scorecard | Dublin | North West Warriors 78 (15.1)          | – | Northern Knights 81-5 (13) |
|                     |        | Northern Knights gewinnt mit 5 Wickets |   |                            |

Northern Knights gewann den Münzwurf und entschied sich als Feldmannschaft zu beginnen. Als Spieler des Spiels wurde Matthew Humphreys ausgezeichnet.
| 2. August Scorecard | Dublin | Munster Reds | – | Northern Knights |
|                     |        | Abgesagt     |   |                  |

Auf Grund von Regen wurde das Spiel abgesagt. 
| 2. August Scorecard | Dublin | Leinster Lightning | – | North West Warriors |
|                     |        | Abgesagt           |   |                     |

Auf Grund von Regen wurde das Spiel abgesagt. 
| 3. August Scorecard | Dublin | Munster Reds 183-9 (20)          | – | North West Warriors 145-9 (20) |
|                     |        | Munster Reds gewinnt mit 38 Runs |   |                                |

North-West Warriors gewann den Münzwurf und entschied sich als Feldmannschaft zu beginnen. Als Spieler des Spiels wurde Alistair Frost ausgezeichnet.
| 3. August Scorecard | Belfast | Northern Knights 187-7 (20)              | – | Leinster Lightning 191-5 (18.3) |
|                     |         | Leinster Lightning gewinnt mit 5 Wickets |   |                                 |

Leinster Lightning gewann den Münzwurf und entschied sich als Feldmannschaft zu beginnen. Als Spieler des Spiels wurde Tim Tector ausgezeichnet.